# Joseph Dente
Joseph Gottlieb Dente (23. januar 1838 i Stockholm - 24. maj 1905 sammesteds) var en svensk musiker.
Elev af Franz Berwald, uddannede sig Dente i sin ungdom nærmest som violinist under d'Aubert i Stockhlm, senere under Léonard i Bryssel, og optrådte offentlig som solist både i udlandet og de skandinaviske lande. Kun 15 år gammel blev han medlem af det kongelige hofkapel i Stockholm og steg efterhånden gennem forskellige grader - 1861 sangrepetitør ved operaen, 1868 koncertmester - til værdighed af kapelmester 1872, og efter Normans afgang 1879 første kapelmester, indtil han 1885 tog sin afsked. Desuden var han
medlem af det kongelige musikalske akademi og lærer i komposition og instrumentation ved konservatoriet. Dente har komponeret værker for kammermusik og orkester samt operetten I Marokko.